# 巴塞尔市政厅

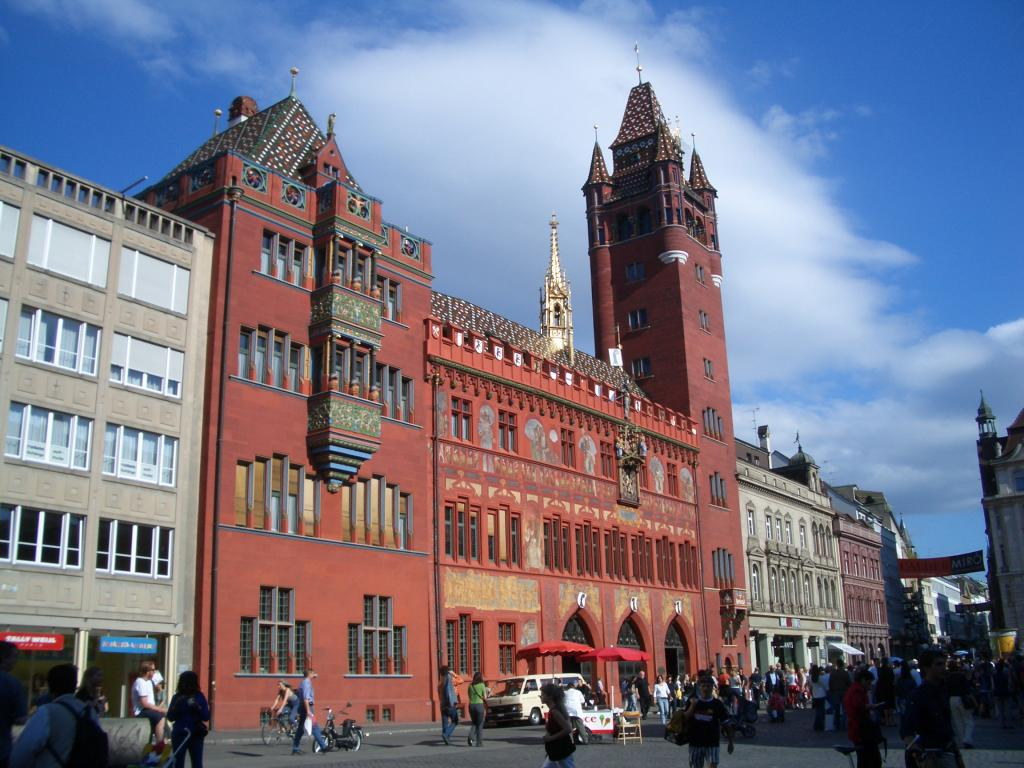
巴塞尔市政厅

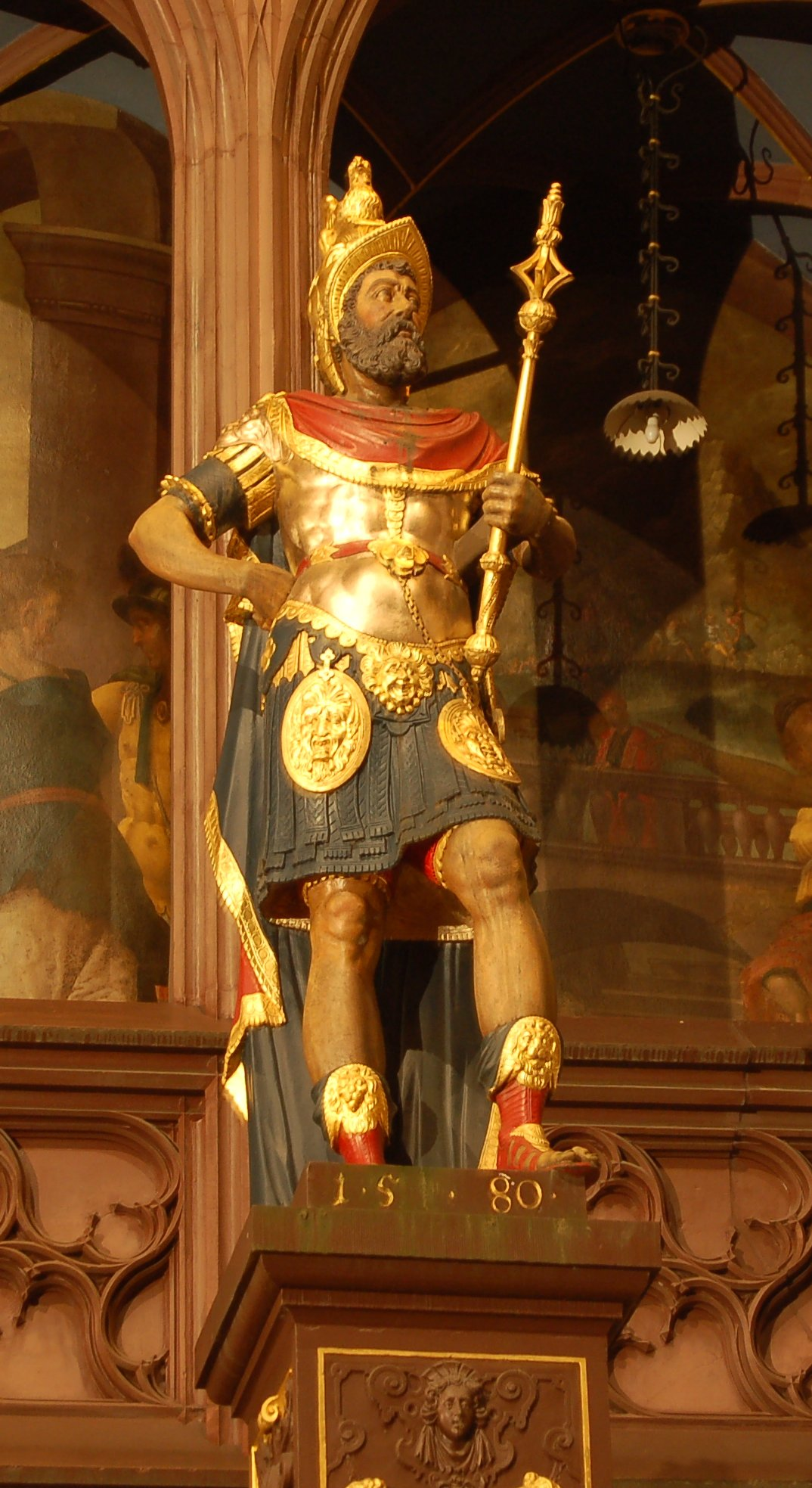
院子里的Lucius Munatius Plancus像

巴塞尔市政厅（Basler Rathaus）是瑞士城市巴塞尔的代表性建筑，位于该市的集市广场（Marktplatz），这是一座红色砂岩建筑，拥有独特的塔楼。自1290年起巴塞尔的政治中心就设于这一地点，1356年毁于地震，所有记录和文件丢失。 
1501年巴塞尔加入瑞士联邦。1503年，决定不惜工本，扩建市政厅。工程自1504年持续至1514年。1521年，小汉斯·霍尔拜因负责绘画。1608至1609年，汉斯博克创作了庭院侧面墙的《约沙法告诫法官》、《希律王》和右边楼梯的《最后的审判》。在1611年，他还在外面画了胜利女神图像，有棕榈枝和儿童的盛会。塔楼上的画由威廉·巴尔梅尔创作于1901年。  
巴塞尔地震中遗留的部分是市政厅最古老的部分。
市政厅每天向公众开放（7:00至12:00，14:00至17:00）。有正规的建筑导赏团。